# استنبریج است، کبک
استنبریج است (به فرانسوی: Stanbridge East) شهری در منطقه شهری بروم-میسیسکوا ناحیه مونترژی در استان کبک کانادا است. در سرشماری سال ۲۰۱۱ این شهر ۸۸۹ نفر جمعیت داشته و مساحت آن ۴۹٫۰۵ کیلومتر مربع است.